# Gewalt über der Stadt
Gewalt über der Stadt (Originaltitel: Torino violenta) ist ein Kriminalfilm aus italienischer Produktion, den der Turiner Filmemacher Carlo Ausino 1977 inszenierte.

## Handlung
In Turin geschehen allerlei Verbrechen, derer die Polizeiinspektoren Danieli (ehegeplagt und illusionslos) und Moretti Herr zu werden versuchen. Vor allem ein sich entwickelnder Bandenkrieg zwischen einheimischen und französischen Gangstern lassen die Stadt immer gefährlicher werden. Etliche Morde geschehen, junge Frauen werden unter Drogen gesetzt und vergewaltigt, die Bilder als Pornofotos verkauft und die Mädchen mit ihnen erpresst. Verschiedene Versuche der beteiligten Bosse, die Sache ohne weiteres Blutvergießen zu klären, scheitern. Ein geheimnisvoller Mann, „Schlachter“ genannt, räumt ohne viel Federlesen unter den beteiligten Gangstern auf. Als Danieli entdeckt, dass Moretti und der Schlachter identisch sind, beseitigt dieser den Zeugen, wird aber selbst erschossen.

## Kritik
Kurz und schlecht beurteilte das Lexikon des Internationalen Films, es handle sich um einen „öde(n) Actionkrimi“. Auch Genrespezialist Michael Cholewa beurteilt das Werk als „öde und durchschnittlich in Szene gesetzt“.